# Аеродром Тузла
Међународни аеродром Тузла је аеродром у близини Тузле у Босни и Херцеговини. Међународни аеродром Тузла је други највећи аеродром у Босни и Херцеговини, након Аеродрома Сарајево. Аеродром је познат као нискобуџетно ваздухопловно средиште Босне и Херцеговине, будући да га користе људи из Босне, дијаспоре и путници из суседних зељама, Србије и Хрватске. Аеродром је цивилни и војни.

## Историја

### Почеци
Међународни аеродром Тузла био је највећи војни аеродром у бившој Југославији. Тамо је неко време била активна 350. извиђачка авијацијска ескадрила.
Почетком деведесетих година 20. века, још увек као део Југославије и пре почетка Рата у Босни и Херцеговини, југословенска авио-компанија Ер Комерс обављала је комерцијалне летове из Сарајева и Тузле до Аустрије и Швајцарске.
Аеродром је 1992. године стављен под контролу Унпрофора, а од 1996. године постала је главно чвориште ИФОР-а, које је било задужено за надзор примене Општег оквирног споразума за мир у Босни и Херцеговини. Кантон Тузла је 1998. године променио је Међународни аеродром Тузла у цивилни аеродром. Међународни аеродром Тузла за цивиле је отворен 10. октобра 1998. године као цивилни и војни аеродром. Након потпуног међународног војног повлачења, Међународни аеродром Тузла почео је са имплементацијом свих техничких захтева и стандарда које је наметнула Организација међународног цивилног ваздухопловства.

### Развој од 2000-их
Међународни аеродром Тузла је 5. јуна 2008. годне добио Привремени сертификат за јавну употребу аеродрома у међународном ваздушном саобраћају који је важио годину дана. Након што је проведена општа ревизија од стране надлежних институција за цивилну авијацију Босне и Херцеговине 5. јуна 2009. године, Међународни аеродром Тузла добио је сертификат за јавну употребу у међународном ваздушном саобраћају са неограниченим роком важења.
- Јуна 2015. године, мађарски нискобуџетни превозник Виз ер отворио је оперативну базу у Тузли, базирајући један Ербас А320 на аеродром.[3] Након отварање базе, све Виз ер дестинације из Тузле скочиле су на 9, укључујући 22 недељна поласка у љетном распореду летова.
- Теркиш Ерлајнс Карго почео је летове из Тузле до аеродрома Ататурк у Истанбулу 2. јуна 2016. године. Влада Републике Турске издвојила је квоту од 15.000 тона свежег меса и месних производа за увоз из Босне и Херцеговине. За 2016. годину планирано је укупно 90 летова са Ербас 330 теретним авионима.[4]
- Виз ер је 21. августа 2016. године објавио да ће базирати други Ербас А320 авион на своју тузланску базу од 27. марта 2017. године Од марта 2017. године авио-компанија обавља пет нових услуга од Тузле до Келна, Фридрихсхафена и Нирнберга у Немачкој, Братиславе у Словачкој и Векшеа у Шведској. Виз ер је најавио и своју најновију руту која повезује Тузлу са лондонским Лутоном у Уједињеном Краљевству од 30. октобра, аеродром Билунд у Данској од 31. октобра и Берлин-Шонефелд од 17. децембра. Укупан број недељних летова скочио је на 43 повратна лета, обилазећи 16 дестинација у 7 земаља.[5]
- Година 2017. била је рекордна за аеродром у Тузли од када је отворен, први пут прешавши пола милиона путника.
- Од јуна 2018. године Виз ер повезује Тузлу и Карлсруе/Баден-Баден у Немачкој.
- Аеродорм је 2. новембра 2016. године објавио почетак проширења и реконструкције терминала. Капацитет нове зграде је 700.000 путника годишње.[6]

## Установе

### Терминал
Зграда путничког терминала отворена је 1998. године, а има капацитет за 350 путника по сату. Терминал је опремљен једном капијом за долазак и одлазак, два шалтера за регистрацију путника, услуге за хендикепиране путнике, услугу издавања карата као и додатним садржајима за путнике и контролом граничне службе 24 сата дневно који су опремљени рендгенским апаратима и царинском контролом. Будући да је путнички терминал достигао свој капацитет 2015. године, Влада Федерације Босне и Херцеговине одлучила је издвојити 2 милиона конвертибилних марака из годишњег буџета за 2016. годину за почетне планове и радове за изградњу новог терминала, док је Влада тузланског кантона обезбедила 500.000 конвертибилних марака за уградњу новог и побољшаног система за осветљење прилаза. Многе агенције за изнајмљивање аутомобила имају канцеларије на аеродрому, а аеродром обезбеђује и дугорочно паркирање за друмска возила.

### Перони
Међународни аеродром Тузла има три перона од којих су 2 тренутно у употреби: перон за путничке авионе величине 116 x 106 m и теретни перон приближно исте величине. Перони су дизајниране за сервисирање свих класа авиона. Два авиона средње величине Боинг 737 или Ербас 320 фамилије могу да се истовремено нађу на путничком перону поред зграде терминала. На теретном перону два теретна авиона Иљушин Ил-76 или Ербас A330 могу се истовремено наћи на два паркирна места, или један Антонов Ан-124 Руслан или Боинг 747 теретни авион на једној паркирном месту. Међународни аеродром Тузла имао је потписан уговор са Теркиш ерлајнс о сервисирању 130 теретних летова из Истанбула 2016. године са Ербус А330Ф. Аеродром има мешовиту цивилну и војну употребу, а дом је и треће хеликоптерске ескадриле ваздухопловства Босне и Херцеговине. Поред стазе за вожњу Ф, паралелно са полетно-слетном стазом, постоји 31 паркинг место за хеликоптере Бел UH-1 или сличне величине.
Радно време аеродрома је од 03.30 до 24.00 за комперцијалне авио-превознике и од 06.00 до 17.00 за општу/кооперативну авијацију са могућим продужењем. Међународни аеродром Тузла је Организација међународног цивилног ваздухопловства класификовала као ILS CAT I.

## Авио-компаније и дестинације

### Путници
| Airlines          | Destinations                                                      |
| ----------------- | ----------------------------------------------------------------- |
| AJet              | Istanbul–Sabiha Gökçen                                            |
| Corendon Airlines | Seasonal charter: Antalya (begins 10 June 2025)                   |
| Freebird Airlines | Seasonal charter: Antalya                                         |
| Pegasus Airlines  | Istanbul–Sabiha Gökçen                                            |
| Wizz Air          | Basel/Mulhouse, Dortmund, Memmingen, Vienna (begins 15 June 2025) |

### Терет
| Авио-компаније | Дестинације |
| -------------- | ----------- |
| Теркиш ерлајнс | Ататурк     |

## Статистика

### Кретање путника
| Година/Месец | Јануар | Фебруар | Март   | Април  | Мај    | Јун    | Јул    | Август | Септембар | Октобар | Новембар | Децембар | Укупно  | Промена   |
| ------------ | ------ | ------- | ------ | ------ | ------ | ------ | ------ | ------ | --------- | ------- | -------- | -------- | ------- | --------- |
| 2019         | 36.341 | 30.658  | 35.679 | -      | -      | -      | -      | -      | -         | -       | -        | -        | 102.313 | -14,4%    |
| 2018         | 40.563 | 35.976  | 43.112 | 52.638 | 49.371 | 53.709 | 67.438 | 65.364 | 56.062    | 50.122  | 30.763   | 39.471   | 584.589 | +9,0%     |
| 2017         | 26.554 | 23.105  | 29.116 | 50.763 | 47.701 | 49.662 | 63.173 | 63.788 | 52.816    | 51.556  | 37.432   | 40.178   | 535.834 | +72,1%    |
| 2016         | 19.234 | 19.939  | 23.598 | 25.261 | 27.324 | 26.673 | 32.229 | 31.046 | 27.793    | 27.621  | 23.619   | 27.061   | 311.398 | +20,2%    |
| 2015         | 12.960 | 12.005  | 14.474 | 17.311 | 18.082 | 21.563 | 33.666 | 33.007 | 28.900    | 27.167  | 22.462   | 17.427   | 259.074 | +71,2%    |
| 2014         | 8.276  | 6.455   | 7.289  | 9.495  | 9.343  | 12.195 | 19.887 | 19.253 | 16.967    | 16.299  | 12.363   | 13.531   | 151.353 | +146,0%   |
| 2013         | 1      | 0       | 0      | 0      | 455    | 6.251  | 11.868 | 11.000 | 9.071     | 8.673   | 7.359    | 6.835    | 61.513  | +1.367,7% |
| 2012         | 8      | 0       | 51     | 13     | 2      | 854    | 1.762  | 1.243  | 195       | 59      | 4        | 0        | 4.191   | -7,4%     |
| 2011         | 0      | 0       | 12     | 54     | 8      | 1.143  | 1.506  | 965    | 10        | 426     | 403      | 0        | 4.527   | -         |

### Статистика путничких рута
| Ранг | Аеродром               | Број путника на рути | % промена 2017/2018 |
| ---- | ---------------------- | -------------------- | ------------------- |
| 1    | Базел, Швајцарска      | 63.615               | 28,50               |
| 2    | Дортмунд, Немачка      | 60.621               | 21,77               |
| 3    | Малме, Шведска         | 58.570               | 3,73                |
| 4    | Гетеборг, Шведска      | 50.751               | 0,35                |
| 5    | Берлин, Немачка        | 41.184               | 30,16               |
| 6    | Хан, Немачка           | 39.812               | 4,60                |
| 7    | Меминген, Немачка      | 38.830               | 17,60               |
| 8    | Келн, Немачка          | 36.930               | 20,69               |
| 9    | Фридрихсхафен, Немачка | 33.168               | 25,13               |
| 10   | Стокхолм, Шведска      | -                    | -                   |

| Ранг | Аеродром                     | Број путника на рути | % промена 2016/2017 |
| ---- | ---------------------------- | -------------------- | ------------------- |
| 1    | Малме, Шведска               | 56.461               | 26,72               |
| 2    | Гетеборг, Шведска            | 50.930               | 18,46               |
| 3    | Дортмунд, Немачка            | 49.781               | 0,93                |
| 4    | Базел, Швајцарска            | 49.503               | 28,95               |
| 5    | Хан, Немачка                 | 38.058               | 22,76               |
| 6    | Меминген, Немачка            | 33.016               | 4,30                |
| 7    | Фридрихсхафен, Немачка       | 26.506               | 0.0                 |
| 8    | Стокхолм, Шведска            | 25.510               | 13,16               |
| 9    | Лондон, Уједињено Краљевство | 20.708               | 0,0                 |
| 10   | Векше, Шведска               | 20.269               | 0,0                 |

### Статистика о терету
| Година | Утоварено () | Истоварено () | Укупан терет () |
| ------ | ------------ | ------------- | --------------- |
| 2017   | 249.6        | -             | 249.6           |
| 2016   | 6.065,92     | 3.83          | 6.062,09        |
| 2015   | 219.557      | 16.689        | 236.246         |
| 2014   | 55.559       | 53.793        | 109.392         |